# 2697 Albina
2697 Albina è un asteroide della fascia principale del diametro medio di circa 51,54 km. Scoperto nel 1969, presenta un'orbita caratterizzata da un semiasse maggiore pari a 3,5566788 UA e da un'eccentricità di 0,0933418, inclinata di 3,60843° rispetto all'eclittica.